# Raaba-Grambach
Raaba-Grambach es un municipio situado en el distrito de Graz-Umgebung, en el estado de Estiria, Austria. Tiene una población estimada, a principios de 2022, de 4705 habitantes.
Está ubicada en el centro del estado, cerca de la ciudad de Graz —la capital del estado— y del río Mura —un afluente del río Drava, que a su vez es afluente del Danubio—.
Fue creado como parte de una reforma estructural municipal de Estiria a partir de los municipios de Raaba y Grambach, que se disolvieron a fines de 2014.